# Faustina Kowalska

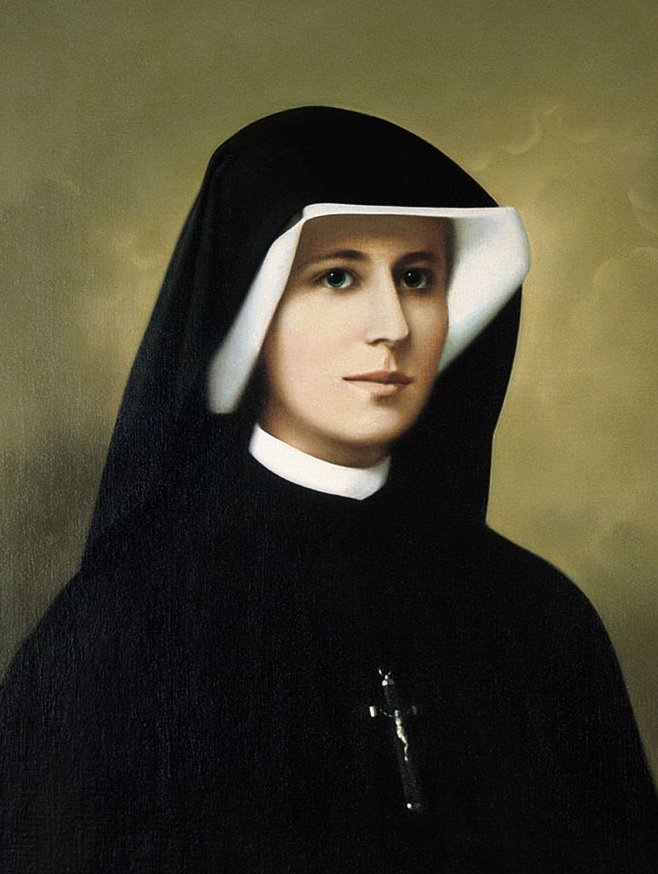
Sfânta Faustina

Maria Faustina Kowalska, cunoscută în mod obișnuit sub numele de Sfânta Faustina, născută Helena Kowalska (n. 25 august 1905 la Głogowiec, Polonia (atunci în Imperiul Rus)  – d. 5 octombrie 1938 la Cracovia, Polonia) a fost o călugăriță mistică și vizionară poloneză. Este venerată în biserica romano catolică ca sfântă și este cunoscută ca apostol al milostivirii divine.
De-a lungul vieții sale a avut numeroase viziuni și conversații cu Iisus despre care a scris în jurnalul ei, publicat mai târziu sub numele MIC JURNAL Milostivirea lui Dumnezeu în sufletul meu. Biografia sa de la Vatican citează câteva din aceste conversații despre devoțiunea față de mila lui Dumnezeu.
La vârsta de 20 de ani, Faustina intră într-o mânăstire din Varșovia de unde va fi mai târziu transferată la Plock, și mai apoi la Vilnius unde îl întâlnește pe confesorul său Michael Sopocko care o susține în devoțiunea față de Divina mila. Faustina și Sopocko au îndrumat un artist să picteze prima imagine a milostivirii divine, bazată pe descrierile Faustinei din viziunile avute cu Iisus, pictură ce va deveni una din cele mai cunoscute icoane creștine.  Sopocko folosește imaginea la prima Liturghie din prima duminică de după Paști – care mai târziu a devenit cunoscută ca Duminica Milostivirii divine.
În jurnalul său, Faustina a prezis că munca ei va fi oprită  pentru o vreme, și apoi va primi din nou aprobare să continue. Două decenii dupa moartea sa, devoțiunea față de Mila divină a fost oprită de către Vatican, dar apoi a fost din nou îngăduită în 1978, fiind declarată primul sfânt al secolului 21, în aprilie 2000.  Devoțiunea față de Milostivirea divină este acum practicată de peste 100 de milioane de catolici.

## Viața

### Copilăria
A fost nascută Helenka Kowalska, în Głogowiec, districtul Łęczyca în vestul localității Lodz, Polonia. A fost al treilea copil din cei zece ai Mariannei și lui Stanislaus Kowalska. Stanislaus era tâmplar și țăran, familia fiind săracă și religioasă.
Mărturisește ca prima chemare la viața religioasă a simțit-o în timpul unei Expoziții a sfintelor sacramente la care a asistat la vârsta de 7 ani. A dorit să meargă la mânăstire după ce va termina școala, dar părinții nu i-au dat permisiunea. Când avea 16 ani a mers să lucreze ca menajeră în Lodz pentru a se putea întreține pe sine și familia. După un an de lucru, le cere din nou voie părinților, de doua ori, să fie lăsată să meargă la mânăstire, dar cererile ei sunt întâmpinate de un raspuns negativ categoric.

### Intrarea în mânăstire la Varșovia
În vara anului 1924, la vârsta de 19 ani, Faustina și sora ei, Natalia, au mers la un dans ce avea loc într-un parc din Lodz. Faustina mărturisește că la acest dans a avut o viziune a lui Iisus suferind, în urma căreia a alergat spre biserică unde Iisus o sfătuiește să plece spre Varșovia imediat, spre a intra într-o mânăstire. Și-a împachetat un mic bagaj în acea noapte și a luat un tren spre Varșovia (210 km) a doua zi dimineța, fără a avea permisiunea părinților și fără a cunoaște pe nimeni în Varșovia.

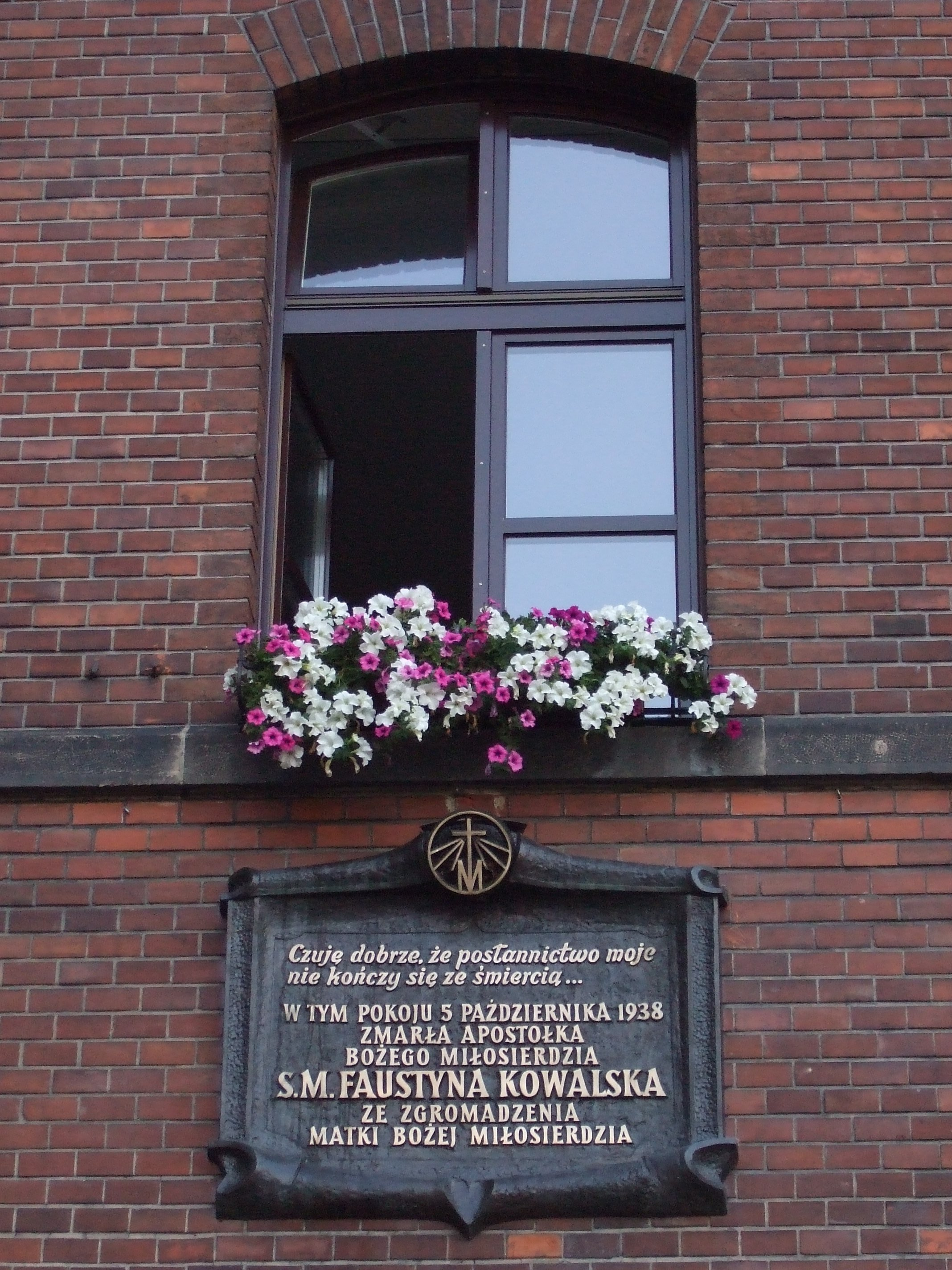
Placă sub fereastra camerei mânăstirii sfintei Faustina Kraków-Łagiewniki

După ce a ajuns în Varșovia, a intrat în prima biserică pe care a văzut-o ("Sfântul Iacob" de pe strada Grójecka) unde a participat la Liturghie. Aici îl întreabă pe preotul Dabrowski pentru sugestii și aceasta îi recomandă să stea la doamna Lipszycowa, o localnică considerată de încredere, până ce va găsi o mânăstire.
Faustina s-a apropiat de mai multe mânăstiri din Varșovia, dar a fost refuzată de fiecare dată, într-un caz răspunsul fiind “Nu acceptăm mesajere aici”, cu referire la faptul că nu avea nici un ban și nici prea multă educație. După mai multe săptămâni de căutare, în cele din urmă Maica Stareță a unei mănăstiri închinate Fecioarei Maria decide să îi acorde o șansă și o acceptă, cu condiția să poată plăti pentru șederea în mânăstire.
Faustina nu știa nimic despre mânăstirea în care intrase, cu excepția faptului că fusese primită acolo. Dar, știa că fusese primită în mânăstire ca “soră mireană” și că datorita lipsei de educație era puțin probabil să poată să urce vreun nivel în ierarhia monastică, datoria ei fiind mereu să gătească, să facă curățenie și grădinărit.
În timpul anului 1925, Faustina a lucrat ca menajeră timp de un an pentru a economisi bani, pe care îi depozita la mânăstire pentru a-și plăti șederea acolo. Pe 30 aprilie 1926, la vârsta de 20 de ani, și-a primit veștmântul monastic și numele de Maria Faustina a sfântului sacrament.  Numele Faustina înseamnă “norocoasă sau binecuvântată” și este probabil forma feminină a numelui martirului creștin Faustinus. În aprilie 1928 primește primele jurăminte ca măicuță, părinții ei participând la ceremonie. A fost calugăriță pentru numai un deceniu, murind in octombrie 1938.
Din februarie până în aprilie 1929, a fost trimisă la mânăstirea din Wilno (acum Vilnius, Lituania), ca bucătăreasă. Deși aceasta a fost o scurta ședere în Vilnius, se va reîntoarce aici mai tărziu și îl va întâlni pe părintele Sopocko care a susținut-o în misiunea sa. Un an de la întoarcerea de la Vilnius, în mai 1930, a fost transferată la mânăstirea din Plock, Polonia pentru aproape doi ani.

## Viața în mânăstire

### Plock și imaginea divinei milostiviri

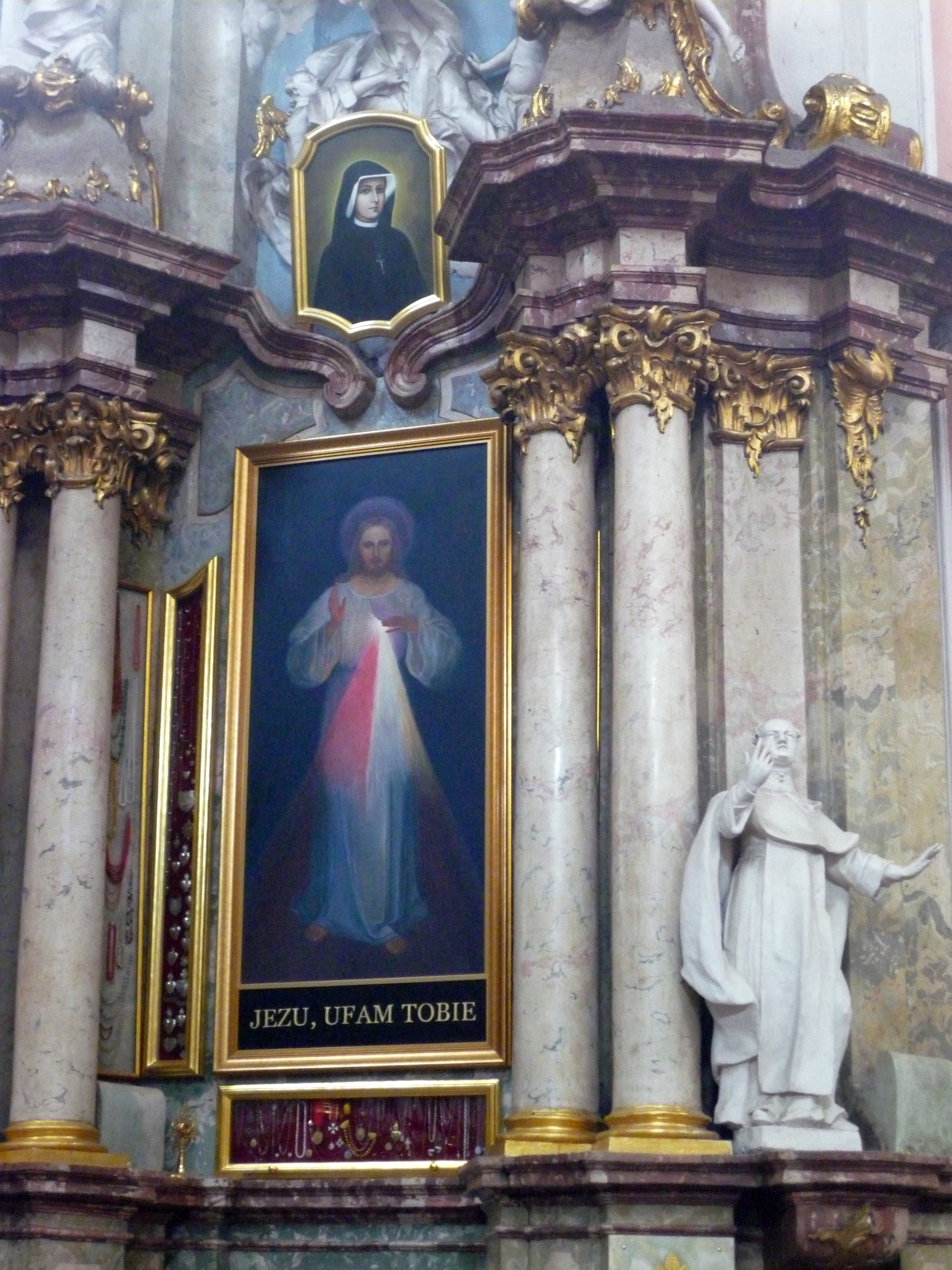
Biserica Spiritului Sfânt din Vilnius, cu imaginea divinei milostiviri însoțită de mesajul: Iisuse, mă încred în Tine, în poloneză

Faustina ajuns în Plock pe 1 mai 1930. În toamna aceluiași an a apărut și primul semn al bolii sale (despre care se crede că a fost tuberculoză) și este trimisă pentru odihnă pentru mai multe luni la o fermă din apropiere deținută de ordinul monastic. Dupa recuperare se întoarce la mânăstire și în februarie 1931 se împlinesc nouă luni de când se află în regiunea Plock.
Faustina scrie că în noaptea de sâmbăta, 22 februarie 1931, în timp ce se afla în chilia sa din Plock, Iisus i-a apărut ca “Rege al Milei Divine” purtând îmbrăcăminte albă, raze albe și roșii de lumină emanând din pieptul Său, din apropierea inimii. În jurnalul ei (Caietul I, 47-48) notează ceea ce Iisus îi spune:

“Pictează o icoană potrivit imaginii pe care o vezi, cu inscripția: 'Isuse, mă încred în Tine'. Doresc ca această icoană să fie cinstită, mai întâi, în capela voastră, apoi în lumea întreagă. Promit că sufletul care va cinsti această icoană nu va pieri.”

Neștiind să picteze, Faustina s-a apropiat de alte surori  din mânăstirea din Plock pentru ajutor, dar nu a primit asistență. Trei ani mai târziu, după ce a fost trimisă la Vilnius, prima reproducere artistică a imaginii a fost realizată sub indrumarea ei.
În același mesaj din 22 februarie 1931 despre milostivirea divină, Faustina a mai scris în jurnalul ei (Caietul I, 49) că Iisus dorește ca această imagine” să fie binecuvântată solemn în prima duminică de după Paște, sărbătoare ce trebuie să devină Sărbătoarea Milostivirii.” 

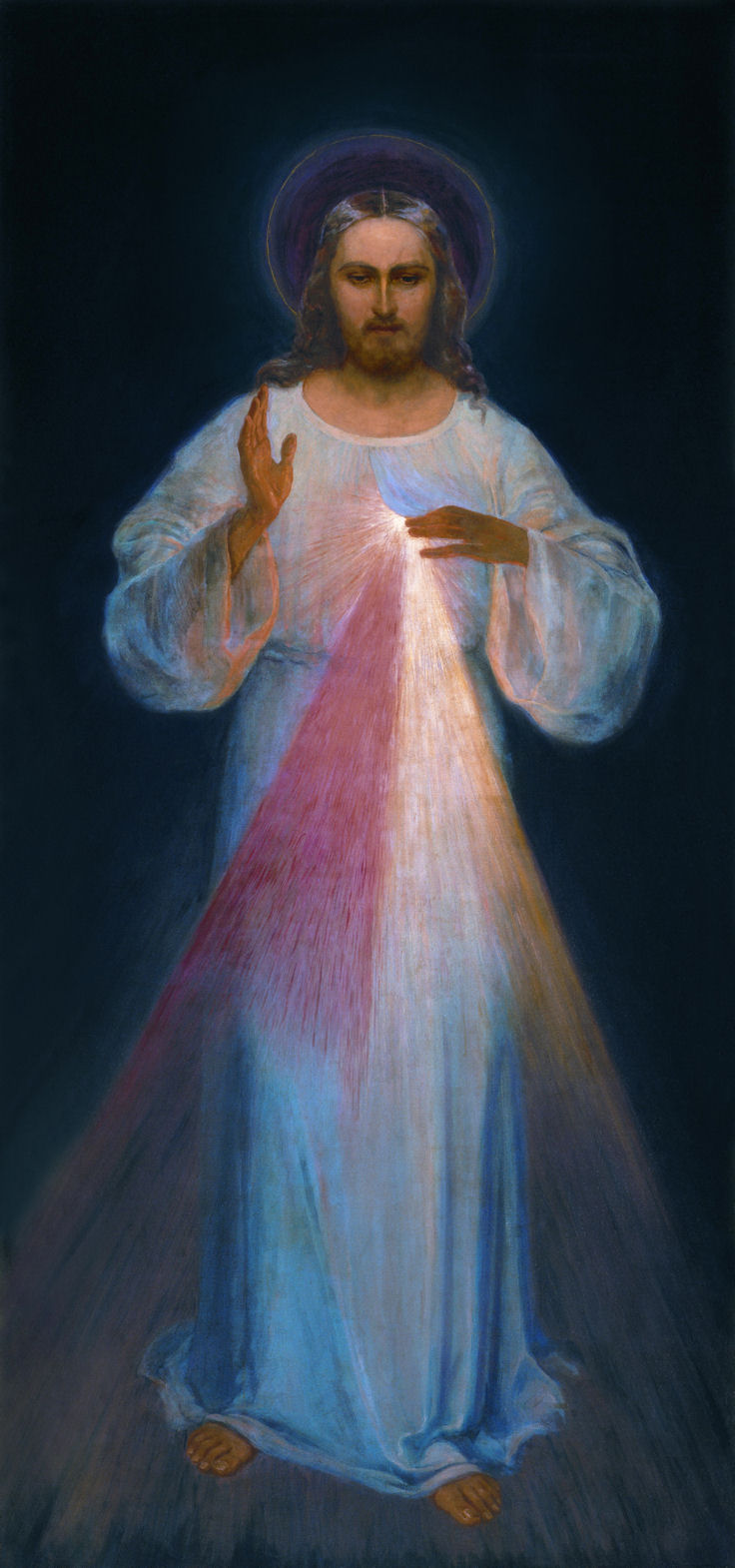
Imaginea divinei milostiviri

În noiembrie 1932, Faustina se reîntoarce la Varșovia pentru a se pregăti pentru jurămintele finale ca măicuță. În prima zi din mai 1933, va depune jurămintele finale în Lagiewniki și va deveni soră pe viață a ordinului "Fecioara Milostivirii".

### Vilnius: întâlnirea cu Părintele Sopocko
În mai 1933 Faustina a fost transferată la Vilnius unde urmează să se ocupe de grădinărit – în responsabilitatea sa intrând și îngrijirea și recoltarea legumelor. A rămas în Vilnius pentru aproape 3 ani, până în martie 1936. Mânăstirea din Vilnius avea 18 surori în acea vreme și era constituită din câteva căsuțe mici răspândite în mai multe locuri.

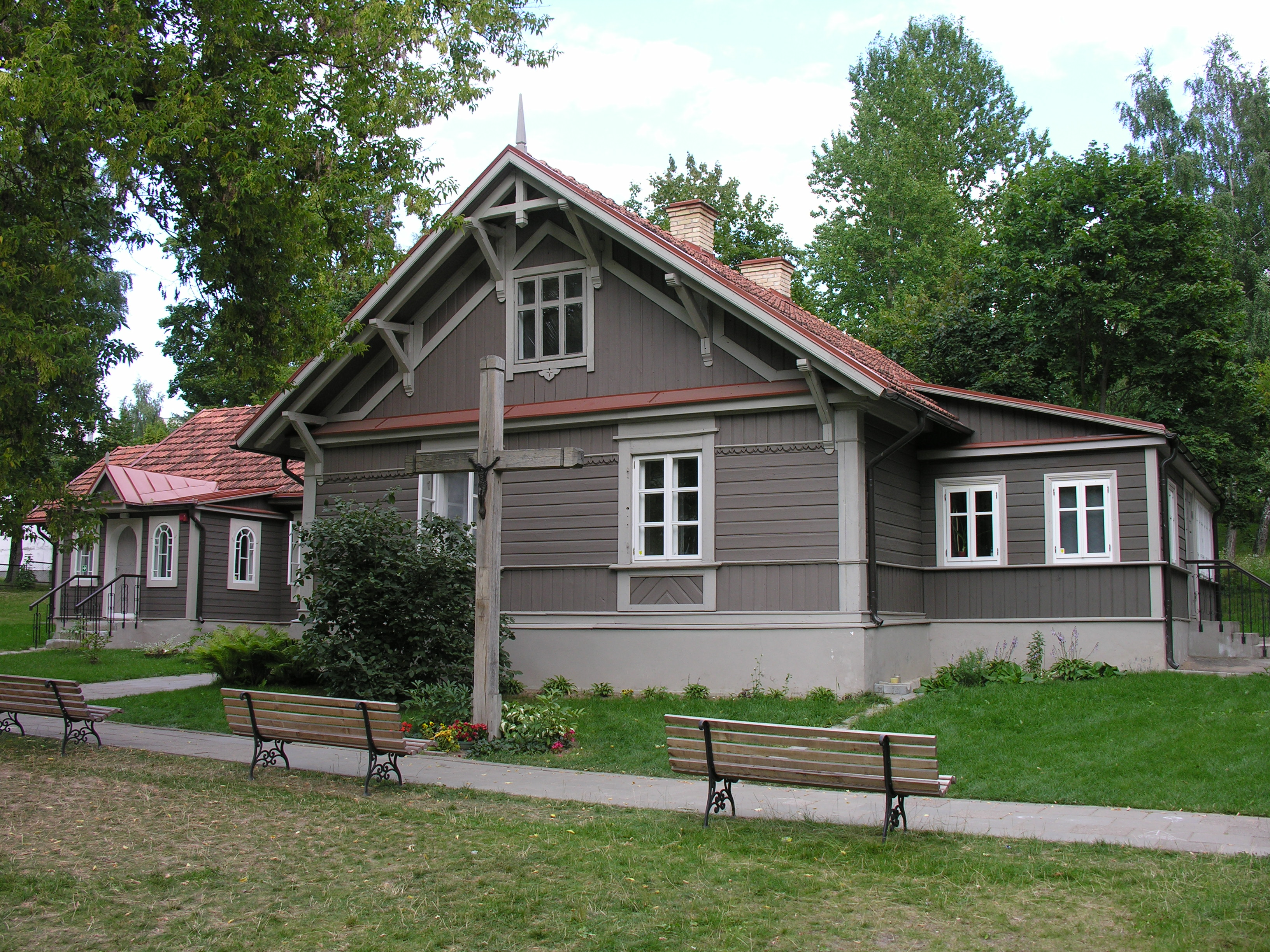
Una din casuțele mânăstirii din Vilnius în care Faustina a trăit

Curând după sosirea în Vilnius, Faustina l-a întâlnit pe părintele Michael Sopocko, noul confesor al măicuțelor de aici. Sopocko era de asemenea și professor de teologie pastorală la Universitatea Ștefan Batory( numită acum Universitatea Vilnius).
Când Faustina a mers la părintele Sopocko pentru prima ei spovedanie, i-a spus acestuia despre conversațiile cu Iisus, care avea un plan pentru ea. După o vreme, spre sfârșitul lui 1933, părintele Sopocko a insistat asupra unei evaluări psihiatrice complete a Faustinei de către doctorul Helena Maciejewska, un psihiatru și un medic ce răspundea si de mânăstire. Faustina a trecut testele necesare și a fost declarată cu mintea întragă.
Apoi Sopocko a început să aibă încredere în Faustina și să o susțină în eforturile acesteia. Sopocko de asemenea a sfătuit-o pe Faustina să înceapă să scrie un jurnal și să noteze conversațiile și mesajele primite de la Iisus despre care povestea. Faustina i-a spus lui Sopocko despre imaginea divinei milostiviri și în ianuarie 1934 Sopocko o prezintă artistului Eugene Kazimierowski, care era și professor la universitate.
Până în iunie 1934, Kazimierowski a terminat de pictat imaginea bazată pe descrierea Faustinei și părintelui Sopocko. Aceasta a fost singura imagine a divinei milostiviri pe care Faustina vazut-o pictată.  După moartea Faustinei, și alți artiști au pictat imaginea, pictura lui Adolf Hyla fiind cea mai răspândită.
În timp ce se afla la Vilnius, Faustina a prezis ca mesajul divinei milostiviri va fi interzis pentru o vreme și abandonat dar că va fi apoi acceptat din nou. Pe 8 februarie 1935, ea notează în jurnal (caietul I, 378):

Va veni o zi când aceasta opera atât de recomandată de Dumnezeu va părea aproape total distrusă. Și atunci Dumnezeu va începe să acționeze cu o mare forță, care va da mărturie despre adevărul Său. Această operă va da o nouă splendoare bisericii, chiar dacă există în ea de multă vreme. 

20 de ani mai târziu, în 1959, mesajul ei a fost interzis de Vatican dar acceptat din nou în 1978.
Faustina a notat în jurnalul ei (Caietul I, 414) ca în Vinerea Mare din 19 aprilie 1935 Iisus i-a transmis că dorește ca imaginea divinei milostiviri să fie în mod public adorată. În vinerea de 26 aprilie 1935, părintele Sopocko ține prima slujbă a divinei milostiviri, Faustina participând la aceasta slujbă.
Prima Liturghie în timpul căreia imaginea Divinei Milostiviri a fost expusă a avut loc pe 28 aprilie 1935, a doua duminică dupa Paște, Faustina participând de asemenea. Aprilie 28, 1935 a fost de asemenea și celebrarea sfârșitului Jubileului Răscumpărării de către Papa Pius al XI-lea. Totuși părintele Michael Sopocko (confesorul Faustinei) reușeste să obțină permisiunea arhiepiscopului Jałbrzykowski de a plasa imaginea Divinei Milostiviri în interiorul bisericii Poarta Răsăritului din Vilnius în timpul liturghiei pe care o celebra el însuși în acea duminică.
Pe 13 septembrie 1935, în timp ce se află încă în Vilnius, Faustina a notat o viziune despre o rugăciune a Divinei Milostiviri(Caietul I, 476). Rugăciunea este mai scurtă decât Rozariul, Faustina notând că scopul acestei rugăciuni este triplu: să obținem mila lui Dumnezeu, să avem încredere în mila lui Hristos, și să arătăm această mila și celorlalți.
În Noiembrie 1935 Faustina scrie despre regulile unei noi congregații religioase contemplative dăruite Milei Divine, și în decembrie vizitează o casă din Vilnius despre care spune ca a văzut-o în viziune ca prima mânăstire, primul locaș al acestei noi comunități religioase.
În ianuarie 1936 Faustina merge sa îl vadă pe Arhiepiscopul Jałbrzykowski pentru a discuta despre această nouă comunitate închinată Milei Divine. Dar arhiepiscopul îi amintește că a depus jurămintele perpetue ordinului monahal în care deja se află. În martie 1936 Faustina le transmite superiorilor că se gândește să părăsească ordinul pentru a înființa acest nou ordin dedicate Milei Divine, dar este transferată la  Walendow, sud-vestul Varșoviei.

### Cracovia: ultimii ani
În vara anului 1926, părintele Sopocko scrie o primă broșură despre devoțiunea față de Milostivirea Divină, iar arhiepiscopul Jalbrzykowski susține acest demers dându-și acordul (imprimatur). Această broșură avea imaginea Milostivirii Divine pe copertă. Sopocko trimite copii ale broșurii și ale Faustinei în Varșovia.

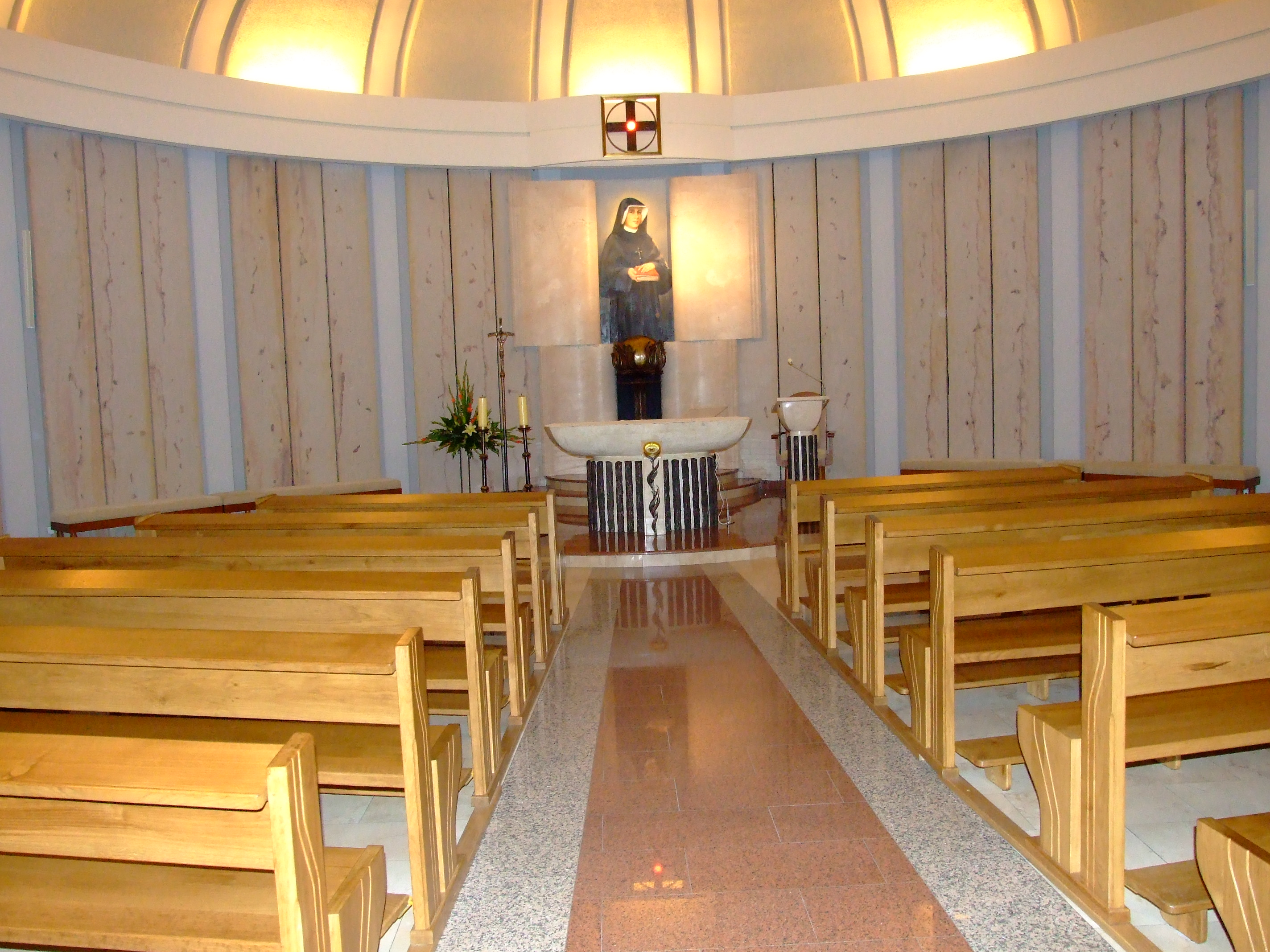
Capela Faustinei, acolo unde trupul ei se odihnește, în Bazilica Milostivirii Divine in Cracovia, Łagiewniki.

Mai târziu, în 1936, Faustina se va îmbolnăvi presupunându-se ca este tuberculoză. Este mutată într-un sanatoriu din Pradnik, Cracovia. Continuă să petreacă mult timp în rugăciune, recitind rugăciunile și rugându-se pentru convertirea păcătoșilor. Ultimii doi ani din viață îi petrece rugându-se și scriind în jurnal.
Pe  23 martie 1937, Faustina notează în jurnalul său (Caietul III, 1044) că a avut o viziune în care sărbătoarea Divinei Milostiviri va fi celebrată și în biserica ei natală și că acolo vor participa mari mulțimi de oameni și că aceiași sărbatoare va fi ținută și la Roma de Papa însuși.
În iulie 1937 primele imagini cu Iisus întruchipând Mila Divină au fost imprimate și în august, părintele Sopocko îi cere Faustinei indicații în privința Novenei Divinei Milostiviri, despre care Faustina spune ca le-a primit de la Iisus în Vinerea Mare 1937.
De-a lungul anului 1937, s-au făcut progrese în promovarea mesajului Divinei Milostiviri iar în noiembrie 1937 o broșură este publicată ce are titlul Hristos, Regele Milostivirii. Broșura include rugăciunea ce se spune pe rozariu, novena și litania către Milostivirea Divina, iar imaginea Divinei Milostiviri apare pe copertă cu emblema “Iisuse, mă încred în Tine”. Pe 10 noiembrie 1937, maicuța Irene, superioara Faustinei, îi arată Faustinei broșura în timp ce aceasta se odihnea bolnavă în patul ei.
Cum sănătatea ei se deteriorează spre sfârșitul anului 1937, viziunile sale se intensifică, și din mărturii reise că se așteaptă la un sfârșit apropiat al vieții sale În aprilie 1938, boala Faustinei avansează și este trimisă să se odihnească în sanatoriul Pradnik, fiind ultima sa ședere în acest sanatoriu. În iunie 1938, Faustina este atât de bolnava încât nu mai poate scrie.
În septembrie 1938, părintele Sopocko o vizitează la sanatoriu și o găsește foarte bolnavă, dar în extaz atunci când se ruga. Mai târziu, în septembrie 1938, va fi luată înapoi la Cracovia, pentru a-și aștepta sfârșitul aici. Părintele o vizitează la mânăstire pentru ultima dată, pe 26 septembrie 1938.
Pe 5 octombrie 1938, Faustina își face ultima confesiune și moare la Cracovia, la 13 ani de la intrarea în mânăstire.  Este îngropată pe 7 octombrie și se odihnește în bazilica Divinei Milostiviri din Cracovia, Polonia.

## Devoțiunea față de Milostivirea Divina

### Dezvoltarea și interzicerea de către Vatican

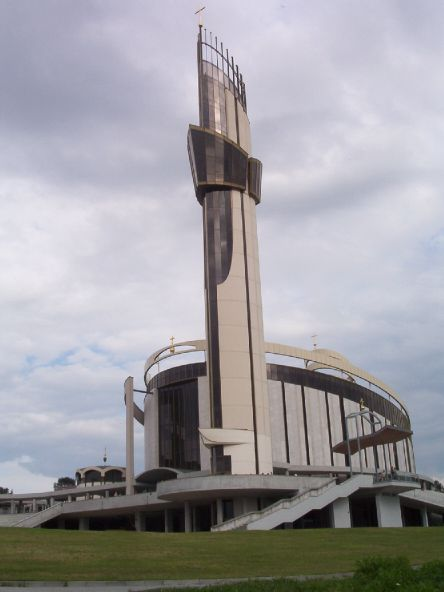
Bazilica Divinei Milostiviri, Cracovia, Łagiewniki

Înainte de moartea sa Faustina a prezis că “va fi un război, un teribil, teribil război” și le-a rugat pe surorile din mânăstire să se roage pentru Polonia. În 1939, la un an după moartea Faustinei când arhiepiscopul Jałbrzykowski a realizat că predicțiile ei în privința războiului se îndeplinesc deja, a permis accesul public la imaginea Divinei Milostiviri, ceea ce a făcut ca mari mulțimi să se strângă, fapt ce a dus la răspândirea devoțiunii față de Milostivirea Divină. Devoțiunea față de Mila Divină a devenit o sursă de întărire și inspirație pentru mulți oameni în Polonia. Începând cu 1941 această devoțiune s-a răspândit și Stalele Unite și milioane de copii ale imaginii și rugăciunii Milei Divine au fost imprimate și distribuite în întreaga lume.
În 1942 Jałbrzykowski a fost arestat de către naziști, dar părintele Sopocko și alți profesori s-au ascuns în apropiere de Vilnius pentru mai bine de doi ani. În această perioadă Sopocko și-a folosit timpul pentru a pune bazele unei noi congregații religioase bazată pe mesajele Milostivirii Divine, transmise de către Faustina. După război, Sopocko a scris o constituție pentru congregație și a ajutat la formarea a ceea ce acum este cunoscut ca Congregația Surorilor Milostivirii Divine. În  1951, 13 ani după moartea Faustinei erau deja 150  centre ale Milostivirii Divine în Polonia.
După moartea sfintei Faustina, surorile de la mânăstire au trimis scrierile ei la Vatican. Înainte de 1966, orice viziune cu Iisus și Maria trebuia să fie aprobată de Sfântul Scaun înainte de a fi îngăduită publicului. După o tentativă nereușită de a-l convinge pe Papa Pius al XII-lea să semneze o condamnare a mesajului, cardinalul Alfredo Ottaviani în Oficiul Sfânt a inclus lucrările Faustinei pe o listă pe care a înaintat-o noului papă ales in 1959, Ioan al XXIII-lea.  Papa a semnat un decret care a plasat lucrările sale în Indexul Cărților Interzise și au rămas în acest index până ce a fost desființat de către Papa Paul al VI-lea în 1966. În 1959, cum Vaticanul a interzis devoțiunea față de Divina Milostivire admonestându-l și pe părintele Sopocko în mai multe rânduri, interzicându-i-se întreaga muncă în acest sens. Totuși Eugeniusz Baziak, arhiepiscopul Cracoviei, a permis surorilor să păstreze pictura originală ce era expusă în capela lor astfel că oricine dorea să continue să se roage inaintea ei putea să o facă.
Un articol apărut în National Catholic Reporter sugerează că interzicerea se datora  unor probleme teologice cum ar fi aceea că “Iisus a promis o completă iertare a păcatelor în schimbul anumitor acte devotionale pe care numai sacramentele o pot oferi, ceea ce evaluatorii de la Vatican au considerat a fi o atenție prea mare acordată Faustinei, ceea ce era contrar viziunii Oficiului Sfânt”
În 1965  Karol Wojtyla, atunci arhiepiscop al Cracoviei și mai târziu  Papa Ioan Paul al II-lea a dispus o nouă investigație, intervievând martorii și în 1967 a trimis un număr de documente despre Faustina Vaticanului, cerând începerea procesului beatificării sale. Cazul a fost acceptat pentru analiză în 1968.

### Acceptarea și recunoașterea sfințeniei
| “                                                                      | Într-adevar mesajul Sfintei Faustina este cel mai potrivit și mai pătrunzător răspuns pe care Dumnezeu a dorit să îl ofere întrebărilor și așteptărilor ființei umane în timpul nostru, marcat de teribile tragedii. | ” |
| — Pope John Paul II -Divine Mercy Sunday Homily, Sunday, 22 April 2001 | |   |

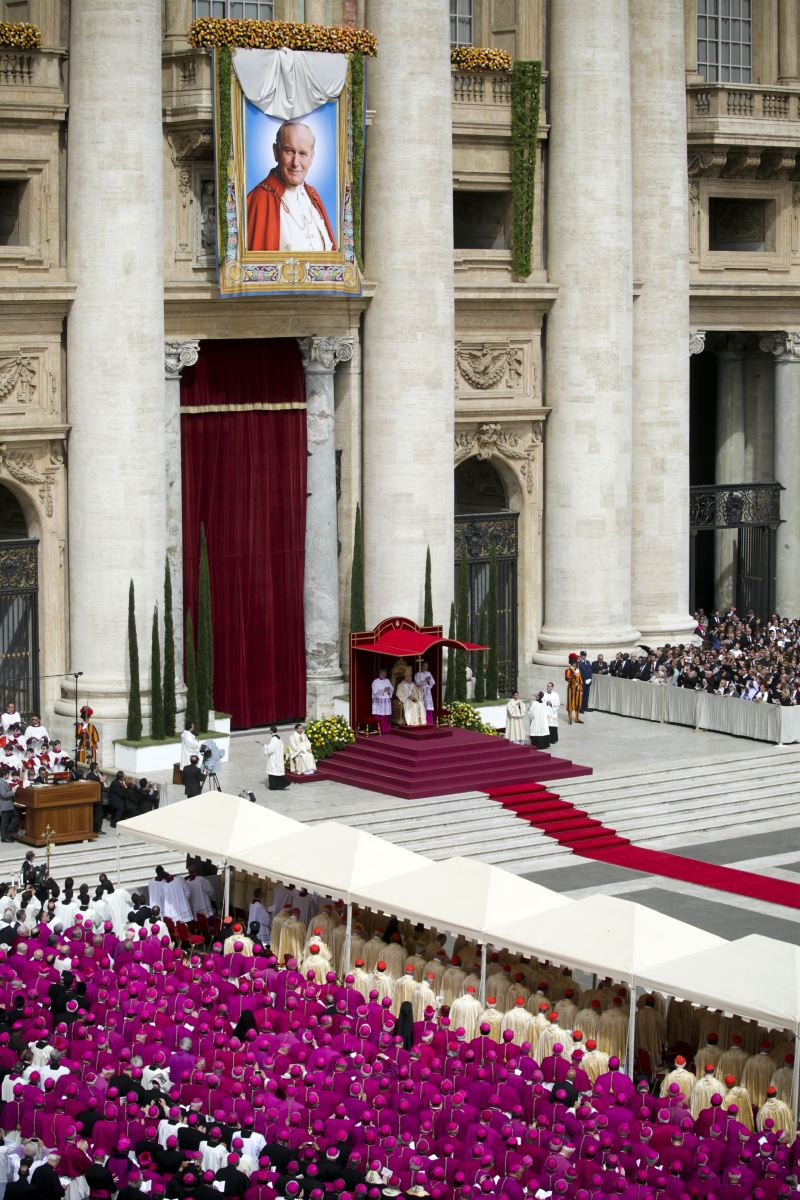
Duminica Milostivirii Divine, Mai 1, 2011, Vatican

În 1977, cu un an înainte de a fi ales papă Ioan paul al II-lea, arhiepiscopul Wojtyla a cerut Vaticanului sa revizuiască și să ridice interzicerea devoțiunii față de Milostivirea Divină, și această interzicere a luat sfârșit în 1978. În aprilie 1978, prefectul Sacrei Congregații a Doctrinei Credinței a declarat că Notificarea de interzicere nu mai este valabilă și a declarat că neînțelegerile au fost create de către greșelile traducerii italiene a jurnalului Faustinei. Iar mai apoi materialul ce ridica întrebari nu a putut fi confruntat cu cel original din cauza dificultăților de comunicare datorate celui de a-l doilea război mondial.  Și mai apoi erei comuniste.
Beatificarea Faustinei a implicat și cazul vindecării miraculoase a unei americance: Maureen Digan din  Massachusetts.  În martie 1981 se declară vindecată în timpul unei rugăciuni la mormântul Faustinei. Digan suferea de Lymphedema( o boala ce cauzează dilatarea organismului datorită reținerii fluidelor) de mai multe decenii și suferise 10 operații, inclusiv amputarea unui picior. Digan mărturisește că în timp ce se ruga la mormântul Faustinei a auzit o voce spunând ”cere-mi ajutorul și te voi ajuta” și durerea ei constantă a încetat. Dupa 2 zile Digan spune că pantoful său a devenit deja prea larg pentru ea deoarece trupul ei nu mai reținea lichidul.  După întoarcerea în Statele Unite, cinci medici din Boston au declarat ca s-a vindecat (inexplicabil), și cazul a fost declarat miraculou de către Vatican în 1992 pe baza unor mărturii adiționale a peste 20 de martori despre starea ei anterioară.
Faustina a fost beatificată pe 18 aprilie 1993 și canonizată pe 30 aprilie 2000 – primul sfânt al secolului 21. Duminica Milostivirii Divine este celebrată în a doua duminică a Paștelui (care este prima duminică de după Paște). Faptul că biografia sa de la Vatican conține anumite conversații directe cu Iisus o face să se deosebească de ceilalți mulți vizionari ce au avut viziuni cu Iisus și Maria. Autorul Benedict Groeschel în urma unei estimări facute dupa Duminica Milostivirii din 2010 aproximează că peste 100 de milioane de catolici participă la această sărbătoare.

## Fragmente din Jurnal
Prima traducere a Micului Jurnal al Faustinei Kowalska în limba româna are 677 de pagini plus încă 16 cu fotografii și apare la Editura ARCB (Arhiepiscopiei Romano-catolice de București), București, 2008, ISBN 978-973-1891-04-0. 

9. La un moment dat, eram la bal cu una dintre surorile mele. În timp ce toată lumea se distra de minune, eu simțeam o mare tulburare sufletească. În momentul în care am început să dansez, L-am zărit deodată lângă mine pe Iisus. Iisus schingiuit, dezbrăcat de haine, cu trupul acoperit de răni, care mi-a spus aceste cuvinte: Până când am să te mai suport, și până când ai să Mă mai dezamăgești ? În aceeași clipă, pentru mine s-a stins sunetul vesel al muzicii, persoanele cu care eram au dispărut din ochii mei și n-au mai rămas decât Iisus și cu mine. M-am așezat lângă sora mea, pretextând o durere de cap, pentru a ascunde ceea ce tocmai se petrecuse în sufletul meu. La scurt timp după aceea, am părăsit în taină grupul și pe sora mea și m-am dus la catedrala Sfântului Stanislaw Kostka. Începuse să se însereze, iar în catedrală era lume puțină; fără să dau atenție la nimic din ceea ce se întâmplă în jurul meu, m-am prosternat în fața Preasfântului Sacrament și I-am cerut Domnului să binevoiască să-mi spună ce trebuie să fac în continuare.

10. Deodată am auzit aceste cuvinte: Pleacă imediat la Varșovia ; acolo vei intra în mânăstire. M-am ridicat din rugăciune, m-am întors acasă și am pus la punct cele necesare. I-am mărturisit, așa cum am putut, surorii mele ceea ce se petrecuse în sufletul meu, am rugat-o să le spună bun-rămas părinților din partea mea, și așa, doar cu rochia pe mine, fără nimic altceva, am sosit la Varșovia. (Caietul I) 